# Jeanne Chézard de Matel
Jeanne Chézard de Matel (6 de novembro de 1596 - 1670) foi uma mística francesa que fundou a Ordem do Verbo Encarnado e do Santíssimo Sacramento, cuja regra e constituição foram aprovadas em 1633 com o objetivo principal da educação dos jovens.

## Vida
Jeanne nasceu em 6 de novembro de 1596, em Roanne, na Diocese de Lyon, na França. Ela era filha de Jean Chézard, um oficial do exército francês e nobre, e de sua esposa, Jeanne Chaurier, cujos primeiros quatro filhos nasceram mortos ou morreram ainda bebês. Jean foi batizado no mesmo dia na Igreja de Santo Estêvão. À medida que crescia em sua espiritualidade, ela foi atraída especialmente por Maria, a Mãe do Verbo Encarnado, por São José e por Miguel Arcanjo.
Em 1608, com a idade de 12 anos, Jeanne foi autorizada a fazer sua primeira comunhão. Na adolescência, ela viveu uma vida social ativa, adorando festas, dança, diversão e risos.
Em 1616, seu pai queria que ela se casasse, mas Jeanne sentiu que Deus a estava chamando para a vida religiosa, mas ela não estava certa. Houve uma época em que ela pensava que tinha vocação carmelita e, mais tarde, considerou ingressar nas ursulinas. Também parece de seus escritos que ela ponderou tornar-se membro da Visitação e das ordens franciscanas. Durante seus vinte anos, ela passou seis anos tentando discernir sua vocação. Jeanne foi dotada com o dom da contemplação infusa e teve experiências vivas da presença de Deus.
Em 2 de julho de 1625, aos 29 anos, guiada por seus diretores espirituais, Jeanne começou o trabalho de fundação da Ordem do Verbo Encarnado e do Santíssimo Sacramento com duas companheiras em Roanne, mas logo se mudou para Lyon. Nos primeiros estágios, ela pensou em nomear a Ordem com o nome do Cordeiro de Deus, cuja paz traria "um relacionamento gentil e pacífico entre Deus e nossa alma". Ainda assim, na oração e no discernimento, é dito que Jesus revelou a ela que o nome da Ordem deveria ser apenas “Verbo encarnado, pois nisso está expresso tudo o que eu sou”.
Monsenhor de Miron, o arcebispo de Lyon, morreu inesperadamente após ter ocupado a Sé arquepiscopal por apenas dois anos. Seu sucessor, o cardeal Alphonse-Louis du Plessis de Richelieu, irmão do famoso primeiro-ministro de Luís XIII, manteve uma oposição inabalável à fundação da Madre de Matel. Confrontada com as disposições do novo arcebispo, a situação da Madre de Matel tornou-se difícil e crítica. Muitas mulheres se juntaram a Jeanne com o desejo de viver uma vida religiosa. Durante esses anos, Jeanne procurou obter consentimento para fundar a Ordem em Roanne, Lyon e Paris. Enquanto aguardava a aprovação da igreja para estabelecer o novo grupo como uma ordem, a comunidade estabeleceu internatos para meninas.
Ao longo de sua vida, tanto pessoalmente quanto como fundadora, Jeanne encontrou oposição, críticas e outras dificuldades. Ela até demorou a cumprir seu desejo de tomar o hábito e fazer os votos religiosos para estabelecer a Ordem. Foi apenas em seu leito de morte que o desejo de Jeanne foi realizado. Contra todas as probabilidades, Jeanne de Matel recebeu o hábito da ordem que havia fundado e fez sua profissão religiosa, poucas horas antes de sua morte, na madrugada de 11 de setembro de 1670.

## Irmãs do Verbo Encarnado
Ela estabeleceu quatro fundações da Ordem na França: Avignon (1639); Grenoble (1643); Paris (1644); e Lyon (1655). Mosteiros adicionais foram estabelecidos em Anduze (1697) e Roquemaure (1697). Durante a Revolução Francesa, as casas do Verbo Encarnado compartilharam o destino de todas as casas religiosas em todo o país e foram suprimidas pelo decreto de 1790.
As Irmãs que sobreviveram à perseguição foram dispersas. Muitos lutaram para permanecer fiéis ao seu compromisso com o Verbo Encarnado, protegendo as relíquias e os escritos de Joana, e os outros documentos orientadores de sua Ordem. Em 1817, a Ordem foi restabelecida na aldeia de Azerables, França.
Em 23 de março de 1852, respondendo ao pedido do Bispo Odin do Texas, Ir. Claire Valentine, Ir. Ange Barre, Ir. Dominic Ravier e Ir. Ephrem Satin viajaram de Lyon para o Texas para servir no campo da educação. Após uma viagem de 3 meses e 7 meses em Galveston, aprendendo inglês e espanhol, as Irmãs desembarcaram no então Point Isabel em meados de janeiro de 1853 e viajaram para Brownsville. Casas também foram fundadas em Cleveland, Ohio e México. A Ordem ajudou a estabelecer outra Ordem, as Irmãs da Caridade do Verbo Encarnado.

## Venerável
Em 7 de março de 1992, o Papa João Paulo II declarou que ela tinha vivido uma vida de santidade heroica e concedeu-lhe o título de Venerável .

## Legado
As Irmãs do Verbo Encarnado e do Santíssimo Sacramento de Victoria, Texas, junto com as Irmãs Congregações em Corpus Christi, Texas e Houston, Texas, e Cleveland, Ohio, e com muitas irmãs no México, agora servem nas Américas, Europa e África  Eles servem principalmente por meio de ministérios de oração, educação cristã e saúde, de acordo com as necessidades da Igreja hoje.
A Academia do Santíssimo Sacramento está localizada em San Antonio, Texas.
Jeanne de Matel é frequentemente citada no romance The Cathedral de Joris-Karl Huysmans, onde a personagem central, Durtal, pensa em escrever sua biografia.